# Schillerdenkmal (Löbejün)

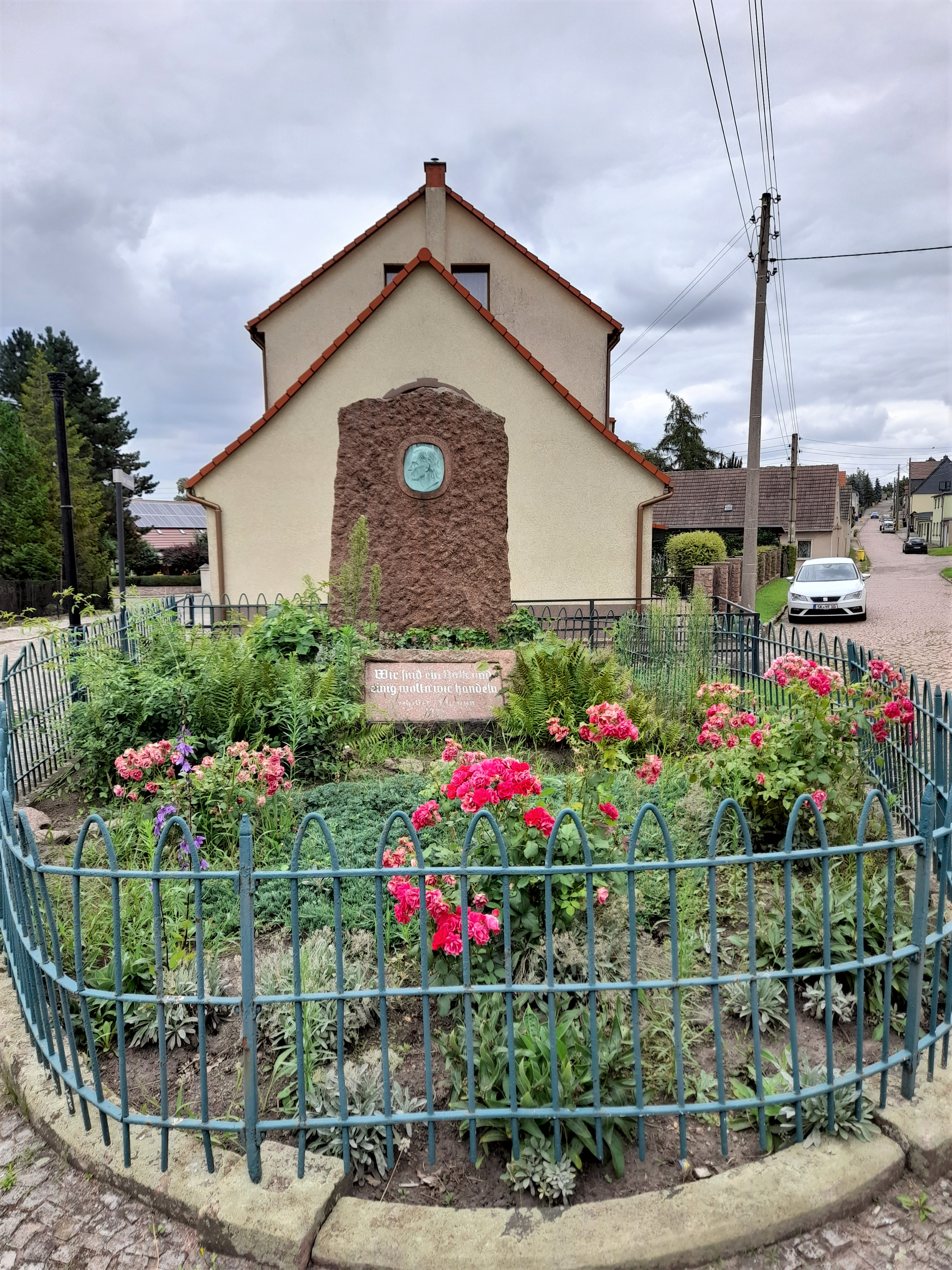
Schillerdenkmal am Plötzer Tor

Das Schillerdenkmal ist ein geschütztes Denkmal in der Ortschaft Löbejün der Gemeinde Wettin-Löbejün in Sachsen-Anhalt. Im örtlichen Denkmalverzeichnis ist es innerhalb des Denkmalbereiches Plötzer Tor unter der Erfassungsnummer 094 55253 verzeichnet.
Das Schillerdenkmal am Plötzer Tor – eine Stele mit Schillerrelief und vorgesetzter Reliefplatte mit Inschrift – wurde anlässlich des 150. Todestages von Friedrich Schiller im Jahr 1955 errichtet. Der Künstler der Reliefplatte ist der hallesche Goldschmied und Metallbildner Erich Lenné (1893–1987). Die Inschrift, ein Schillerzitat, war in Anbetracht der gerade sechs Jahre zurückliegenden Teilung Deutschlands auch eine politische Aussage. Sie lautet:
Wir sind ein Volk und

einig wolln wir handeln

Schiller-Ehrung

1955